# Donald Faison
Donald Adeosun Faison (New York, 22 giugno 1974) è un attore statunitense, conosciuto specialmente per il ruolo del dottor Chris Turk nella serie televisiva Scrubs - Medici ai primi ferri.

## Biografia
All'età di cinque anni intraprende gli studi alla Children's School of Intuitive and God-Conscious Art; quindi frequenta la scuola di recitazione e teatro Professional Children's School, alternando lo studio e la recitazione ad apparizioni sul piccolo e sul grande schermo. Si laurea qualche anno più tardi alla LaGuardia High School of the Performing Arts.
Faison ha avuto il suo primo figlio, Sean, nel 1997. Dal 2001 al 2005 è stato sposato con Lisa Askey, da cui ha avuto tre figli: i gemelli Dade e Kaya (1999) e Kobe (2001). Il 15 dicembre 2012 ha sposato CaCee Cobb, dalla quale ha avuto il suo quinto figlio, Rocco, nato il 16 agosto 2013.
Il 24 aprile 2015 è nata la seconda figlia della coppia, Wilder Frances Faison. Anche nella vita, come nella fiction, il suo migliore amico è Zach Braff (J.D. in Scrubs)

## Carriera
Nel 1995 debutta in Donne - Waiting To Exhale, di Forest Whitaker.
Nello stesso anno interpreta il ruolo di Murray Duvall nel film Ragazze a Beverly Hills (Titolo originale: Clueless)
Nel 2000 recita ne Il sapore della vittoria - Uniti si vince (Titolo originale Remember the titans) al fianco di Denzel Washington.
Nel 2003 è Huey ne: Le ragazze dei quartieri alti (Titolo originale Uptown girls)
Per la televisione è di nuovo Murray Duvall nella versione televisiva di Ragazze a Beverly Hills (1996-1999); quindi interpreta il ruolo di Tracy nella sitcom Felicity, e una piccola parte in Party of Five (Raury). Recita anche in Sabrina, vita da strega. Dal 2000 è Chris Turk nella serie TV di successo Scrubs - Medici ai primi ferri.
Inoltre ha recitato in Double Whammy con Elizabeth Hurley e Steve Buscemi, in Josie and the Pussycats, Giovani, pazzi e svitati, New Jersey Drive, Prep e Juice.
Prima del suo debutto su Scrubs - Medici ai primi ferri, ha acquisito popolarità grazie a diversi film e al doppiaggio di una serie animata di MTV.
Nel 2005, Donald ha offerto il suo aiuto a Ashton Kutcher nel programma di MTV Punk'd per il 3º episodio della 4ª stagione. In quella puntata, la Porsche da 100.000$ di Zach Braff veniva completamente dipinta con bombolette spray da due teppisti minorenni ai quali Braff e Faison si erano rifiutati di comprare della birra. Sempre nello stesso anno partecipa al video Chariot di Gavin DeGraw, diretto da Zach Braff.
Nel 2008 partecipa al video Beat It dei Fall Out Boy (Cover della canzone originale di Michael Jackson) e nel 2011 appare nello spot del videogame The Sims Medieval.

## Filmografia

### Cinema
- Juice, regia di Ernest R. Dickerson (1992)
- Scacco al re nero (Sugar Hill), regia di Leon Ichaso (1993)
- Donne - Waiting to Exhale (Waiting to Exhale), regia di Forest Whitaker (1995)
- New Jersey Drive, regia di Nick Gomez (1995)
- Ragazze a Beverly Hills (Clueless), regia di Amy Heckerling (1995)
- Butter, regia di Peter Gathings Bunche (1998)
- Giovani, pazzi e svitati (Can't Hardly Wait), regia di Harry Elfont e Deborah Kaplan (1998)
- Trippin', regia di David Raynr (1999)
- Il sapore della vittoria - Uniti si vince (Remember the Titans), regia di Boaz Yakin (2000)
- Josie and the Pussycats, regia di Harry Elfont e Deborah Kaplan (2001) - non accreditato
- Double Whammy, regia di Tom DiCillo (2001)
- Big Fat Liar, regia di Shawn Levy (2002)
- Le ragazze dei quartieri alti (Uptown Girls), regia di Boaz Yakin (2003)
- Good Boy! (2003) - voce
- King's Ransom, regia di Jeffrey W. Byrd (2005)
- Homie Spumoni - L'amore non ha colore (Homie Spumoni), regia di Mike Cerrone (2006)
- Something New, regia di Sanaa Hamri (2006)
- Next Day Air, regia di Benny Boom (2009)
- Skyline, regia di Colin Strause e Greg Strause (2010)
- Venus & Vegas, regia di Demian Lichtenstein (2010)
- Cease and Deceased, regia di Philip Kimbrough, Estlin Feigley, Aviva Kleiner e Nicholas Lansberry – cortometraggio (2011)
- Voices (Pitch Perfect), regia di Jason Moore (2012) - cameo
- Kick-Ass 2, regia di Jeff Wadlow (2013)
- Wish I Was Here, regia di Zach Braff (2014)
- Let's Kill Ward's Wife, regia di Scott Foley (2014)
- The Perfect Match, regia di Bille Woodruff (2016)
- Hot Bot, regia di Michael Polish (2016)
- Little Evil, regia di Eli Craig (2017)
- Game Over, Man!, regia di Kyle Newacheck (2018)
- Sotto attacco (Embattled), regia di Nick Sarkisov (2020)

### Televisione
- Ragazze a Beverly Hills (Clueless) – serie TV, 62 episodi (1996-1999)
- Dalla parte del nemico (Supreme Sanction), regia di John Terlesky – film TV (1999)
- Sabrina, vita da strega (Sabrina, the Teenage Witch) – serie TV, 8 episodi (1996-2000)
- Felicity – serie TV, 23 episodi (2000-2001)
- Scrubs - Medici ai primi ferri (Scrubs) – serie TV, 182 episodi (2001-2010) - Christopher Turk
- Love Bites – serie TV, episodi 1x03-1x04 (2011)
- The Exes – serie TV, 19 episodi (2011-2015)
- Un perfetto film di Natale (A Snow Globe Christmas), regia di Jodi Binstock – film TV (2013)
- Undateable – serie TV, 1 episodio (2015)
- House of Lies – serie TV, episodio 5x06 (2016)
- Ray Donovan – serie TV, episodi 5x07-5x09 (2017)
- Bill Nye Saves the World – serie TV, 1 episodio (2017)
- Unsolved – serie TV, 2 episodi (2018)
- Emergence – serie TV, 13 episodi (2019-2020)
- The L Word: Generation Q – serie TV, 8 episodi (2021-2022)

## Doppiatori italiani
Nelle versioni in italiano delle opere in cui ha recitato, Donald Faison è stato doppiato da:
- Nanni Baldini in Scacco al re nero, Sabrina, vita da strega, Scrubs - Medici ai primi ferri, Big Fat Liar - Una grossa bugia a Hollywood, L'amore non ha colore, Skyline, Hot Bot, Voices, Ray Donovan, Bill Nye Saves the World, Game Over, Man!, Legends of Tomorrow
- Corrado Conforti ne Il sapore della vittoria - Uniti si vince, Le ragazze dei quartieri alti, Felicity, Ragazze a Beverly Hills (serie TV)
- Fabio Boccanera in Ragazze a Beverly Hills (film)
- Luca Ferrante in Something New
- Francesco Pezzulli in Sabrina, vita da strega (ep. 3x01)
- Edoardo Stoppacciaro in Kick-Ass 2
- Riccardo Scarafoni in Little Evil
- Gianluca Crisafi in House of Lies
- Paolo Vivio in Undateable
- Fabrizio Vidale in Emergence
- Luca Graziani in Unsolved
- Simone Crisari in The L Word: Generation Q
- Riccardo Scarafoni in Sotto attacco

Come doppiatore, viene sostituito da:
- Simone Colombari in Cani dell'altro mondo
- Edoardo Stoppacciaro in Star Wars Resistance
- Nanni Baldini in Dragons - Squadra di salvataggio